# Motion de censure du 4 octobre 1962 en France
La motion de censure du 4 octobre 1962 est une motion qui est signée par des députés de l'Assemblée nationale française et qui propose de censurer le gouvernement après  en avoir exposé les motifs ; si elle est adoptée, le gouvernement doit démissionner, ce qui est le cas. Elle obéit au principe défini par l’article 49 alinéa 2 de la Constitution de la Cinquième République française et elle est adoptée le 5 octobre 1962 à 5 h 45, par 280 députés, alors que la majorité requise est de 241 députés.

## Le cadre
Les accords d'Évian sont signés le 18 mars 1962 et l'attentat du Petit-Clamart a lieu le 22 août 1962. Charles de Gaulle annonce le 29 août 1962, au Conseil des ministres, son projet de révision de la Constitution. Au Conseil des ministres du 12 septembre 1962, il précise sa pensée et annonce un référendum sur l'élection du président au suffrage universel qu'il présente aux Français lors d'une allocation télévisée le 20 septembre 1962. Le décret de convocation des électeurs et le projet de loi sont approuvés le 2 octobre 1962.
La motion de censure est signée par les membres des groupes Entente démocratique, MRP, socialistes et indépendant.
La motion de censure est adoptée le 4 octobre 1962 et le Premier ministre Georges Pompidou remet la démission de son gouvernement le 6 octobre 1962 et l'Assemblée est dissoute le 9 octobre 1962.
Le projet de loi est approuvé par référendum le 28 octobre 1962 et le Conseil constitutionnel, par sa décision du 6 novembre 1962, refuse d'apprécier la constitutionnalité des lois qui « adoptées par le peuple à la suite d'un référendum, constituent l'expression directe de la souveraineté nationale ».

## Les promoteurs notoires
Lors du débat Paul Reynaud prend la parole au nom des signataires.
Devant le congrès du parti radical, le président du Sénat, le 30 septembre 1962, Gaston Monnerville, s'oppose à l'utilisation de la procédure de l'article 11 de la Constitution  et déclare : « La motion de censure m'apparaît comme la réplique directe, légale, constitutionnelle à ce que j'appelle une forfaiture. »
De son côté, François Mitterand est un opposant au pouvoir personnel de De Gaulle, il ne siège pas à l'Assemblée nationale, d'où il a été évincé en 1958. Il retrouvera son siège de député de la Nièvre, après les élections qui auront lieu, à la suite de la dissolution, conséquence de la motion de censure. Pendant le débat, il est sénateur de la Nièvre, or la motion de censure n'est votée qu'à l'Assemblée nationale. Sa position sera résumée dans son livre Le coup d'État permanent, qui paraîtra, un an et demi plus tard, en 1964.

## Analyse du contenu de la motion
La motion, comme on le voit, ne vise que formellement le Gouvernement, comme la constitution l'exige, mais sa véritable cible est le pouvoir personnel incarné par le président de la République, Charles De Gaulle.
La motion comporte 6 considérants. Les deux premiers insistent sur la souveraineté du peuple français et sur les moyens de l'exercer. Le troisième considérant cite explicitement le général de Gaulle comme auteur de la Constitution, laquelle prescrit que toute révision de la constitution devra être votée par les deux chambres, puis approuvée par un référendum.
Le quatrième considérant stipule qu'« en écartant le vote par les deux chambres, le Président viole la Constitution dont il est le garant. »   Le cinquième considérant constate qu'en agissant ainsi, il ouvre les portes à un aventurier, qui pourrait supprimer les libertés.
Le sixième considérant, respecte la Constitution et remarque que, eu égard à la constitution, le Gouvernement a forcément été consulté et qu'il peut donc être censuré.
En conséquence de quoi, la motion conclut :
« [L'Assemblée nationale] censure le Gouvernement conformément à l'article 49, alinéa 2, de la Constitution. »

## Texte de la motion
Voici le texte de la motion :
« 
L'Assemblée nationale,
Considérant que la démocratie suppose le respect de la loi et, par dessus tout, de la loi suprême qu'est la Constitution ;
Considérant que, le peuple français étant souverain, la Constitution a précisément pour objet de définir la manière dont s'exerce sa souveraineté, soit par la voie des représentants du peuple, soit par le peuple lui-même ;
Considérant que la Constitution, dont le général de Gaulle est l'auteur et qu'il a fait approuver, en 1958, par le peuple français, prescrit formellement dans un titre spécial qu'une proposition de révision devra être :
1° Votée par les deux chambres du Parlement ;
2° Approuvée par un référendum, le peuple français ayant été éclairé par les débats parlementaires ;
Considérant qu'en écartant le vote par les deux chambres, le président de la République viole la Constitution dont il est le gardien ;
Considérant qu'il ouvre ainsi une brèche par laquelle un aventurier pourrait passer un jour, pour renverser la République et supprimer les libertés ;
Considérant que le président de la République n'a pu agir que sur la « proposition » du Gouvernement ;
Censure le Gouvernement conformément à l'article 49, alinéa 2, de la Constitution.
  »

## Articles Connexes
- Motion de censure
- Vote de confiance